# Piculus leucolaemus
El carpintero gorgiblanco (Piculus leucolaemus), también denominado carpintero bigotudo (en Colombia), carpintero goliblanco (en Ecuador) o carpintero de garganta blanca (en Perú), es una especie de ave piciforme perteneciente al género Piculus en la familia Picidae. Es nativo de América del Sur

## Distribución y hábitat
Se distribuye desde el sur de Colombia (Serranía de Churumbelos, en el este de Cauca) y este de Ecuador hacia el este hasta el oeste y centro de la Amazonia en Brasil y hacia el sur hasta el sureste de Perú y norte de Bolivia.
Su hábitat natural son los bosques bajos húmedos subtropicales o tropicales.